# Acrodermatite cronica atrofica
L'acrodermatite cronica atrofica (ACA), nota anche come malattia di Herxheimer oppure come atrofia diffusa primaria, è un rash cutaneo indicativo del terzo o ultimo stadio della borreliosi di Lyme nella sua variante europea.
L'ACA è una malattia dermatologica ad andamento cronico-progressivo che negli stadi finali conduce ad una estesa atrofia della pelle. Spesso si osserva il coinvolgimento del sistema nervoso periferico, specificamente sotto forma di poli-neuropatia.
Questo processo cutaneo progressivo è dovuto all'effetto della persistenza dell'infezione attiva continuativa con la spirocheta Borrelia afzelii. La Borrelia afzelii è il principale agente causante di questa patologia, ma può non essere l'esclusivo agente patofisiologico, come agente eziologico della ACA. In alcuni pazienti è stata isolata anche la Borrelia garinii.

## Storia
Il primo registro dell'esistenza di questa condizione patologica, allora definita in tedesco: "Akrodermatitis chronica atrophicans" risale al 1883, nella città di Breslavia, in Germania, dove viene descritta per la prima volta dal medico Alfred Buchwald.
In seguito a terapia anti-luetica (In pazienti affetti anche da sifilide trattati con sali di mercurio) si verificava una intensa reazione di Jarisch-Herxheimer. Inoltre nel 1902 il dottor Hartmann la descrisse come una atrofia cutanea a tipo "foglio di carta".

## Esordio
Il rash (infiammazione cutanea) causato dalla ACA è molto evidente alle estremità degli arti, e comincia con uno stadio infiammatorio con decolorazione cutanea rosso-bluastra ed edema cutaneo, che successivamente evolve in alcuni mesi o anni con una fase atrofica. Possono anche svilupparsi placche cutanee dure (sclerotiche).
Col progredire dell'ACA il sottocutaneo, indurendosi, comincia a fare grinze, pieghe e rughe.

## Prognosi e terapia
Il decorso della ACA è di lungo termine, da pochi fino ad alcuni anni, e comporta una estesa atrofia della pelle, e in alcuni pazienti, conduce ad una forte limitazione nella mobilità degli arti sia superiori e/o inferiori.
La prognosi è buona se lo stadio acuto infiammatorio dell'ACA viene trattato adeguatamente. Il risultato della terapia è difficile da valutare in pazienti che si trovano nella fase cronica atrofica, nella quale molti dei danni al derma e sottocutaneo sono soltanto parzialmente reversibili.
I medici dovrebbero chiedere esami sierologici (ELISA, Western blot di standard; PCR nei casi dubbi sottoposti a terapia immunosoppressiva) ed istologici (impregnazione argentica) per confermare la diagnosi di ACA. La terapia consiste di antibiotici che includono la doxiciclina, oppure la penicillina G (endovenosa), oppure il ceftriaxone (nei casi gravi) per circa 4 settimane nella fase acuta.